# Seggiano
Seggiano is een gemeente in de Italiaanse provincie Grosseto (regio Toscane) en telt 982 inwoners (31-12-2004). De oppervlakte bedraagt 49,6 km², de bevolkingsdichtheid is 20 inwoners per km².
De volgende frazioni maken deel uit van de gemeente: Pescina.

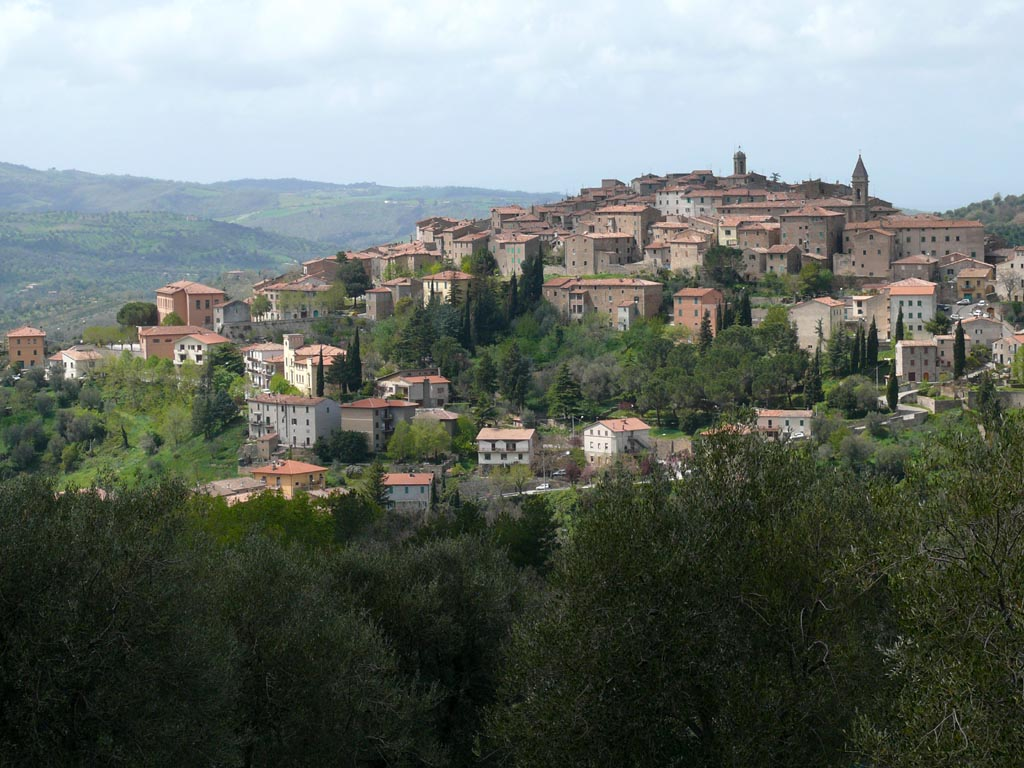
Seggiano
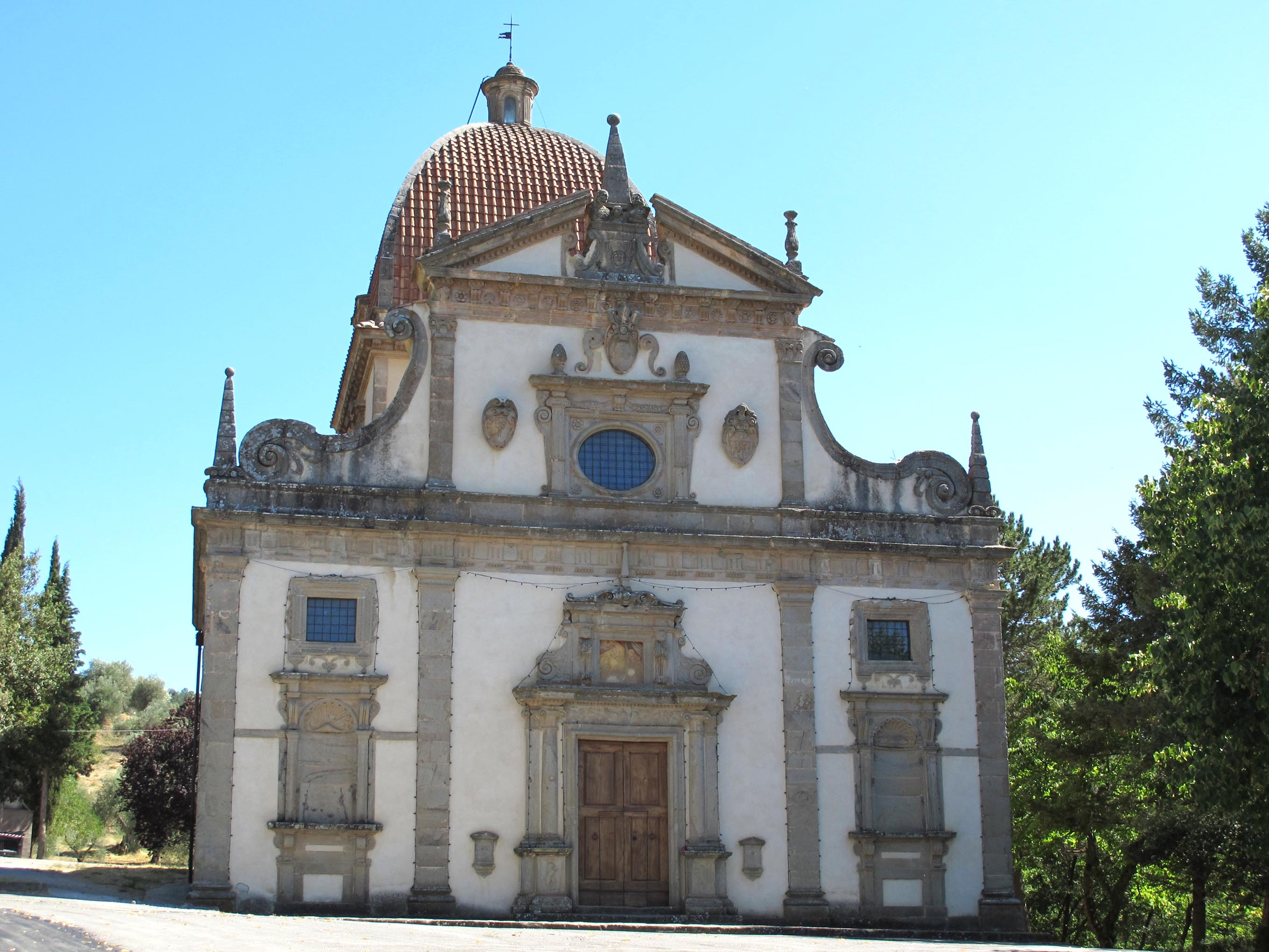
Kerk in Seggiano

## Bezienswaardigheden
Il Giardino di Daniel Spoerri is een beeldenpark, aangelegd door de Zwitserse kunstenaar Daniel Spoerri met bevriende kunstenaars op de Monte Amiata.

## Demografie
Seggiano telt ongeveer 481 huishoudens. Het aantal inwoners daalde in de periode 1991-2001 met 12,4% volgens cijfers uit de tienjaarlijkse volkstellingen van ISTAT.
| Jaar | Inwoneraantal |
| ---- | ------------- |
| 1991 | 1088          |
| 2001 | 953           |

## Geboren
- Marino Marini (1924-1997), zanger, componist

## Geografie
De gemeente ligt op ongeveer 491 meter boven zeeniveau.
Seggiano grenst aan de volgende gemeenten: Abbadia San Salvatore (SI), Castel del Piano, Castiglione d'Orcia (SI).
Arcidosso · Campagnatico · Capalbio · Castel del Piano · Castell'Azzara · Castiglione della Pescaia · Cinigiano · Civitella Paganico · Follonica · Gavorrano · Grosseto · Isola del Giglio · Magliano in Toscana · Manciano · Massa Marittima · Monte Argentario · Monterotondo Marittimo · Montieri · Orbetello · Pitigliano · Roccalbegna · Roccastrada · Santa Fiora · Scansano · Scarlino · Seggiano · Semproniano · Sorano
1. ↑  https://demo.istat.it/?l=it.